# San Pablo de Borbur (kommun)
San Pablo de Borbur är en kommun i Colombia.   Den ligger i departementet Boyacá, i den centrala delen av landet, 120 km norr om huvudstaden Bogotá. Antalet invånare är 10 924. Arean är 194 kvadratkilometer.
Terrängen i San Pablo de Borbur är varierad.